# Silvia Zanardi
Silvia Zanardi (Fiorenzuola d'Arda, 3 de março de 2000) é uma desportista italiana que compete no ciclismo nas modalidades de pista e rota.
Ganhou duas medalhas de prata no Campeonato Europeu de Ciclismo em Pista, nos anos 2020 e 2021. Em estrada obteve uma medalha de ouro no Campeonato Europeu de Ciclismo em Estrada de 2021, na corrida de rota sub-23.

## Medalheiro internacional
| Campeonato Europeu | Campeonato Europeu  | Campeonato Europeu | Campeonato Europeu      |
| Ano                | Lugar               | Medalha            | Competição              |
| ------------------ | ------------------- | ------------------ | ----------------------- |
| 2020               | Plovdiv ( Bulgária) | Medalha de prata   | Pontuação               |
| 2021               | Grenchen ( Suíça )  | Medalha de prata   | Perseguição por equipas |

| Campeonato Europeu | Campeonato Europeu | Campeonato Europeu | Campeonato Europeu |
| Ano                | Lugar              | Medalha            | Competição         |
| ------------------ | ------------------ | ------------------ | ------------------ |
| 2021               | Trento ( Itália)   | Medalha de ouro    | Estrada sub-23     |

## Palmarés
- 2021
  - Campeonato Europeu em Estrada sub-23